# 新潟新聞
新潟新聞（にいがたしんぶん）は、1877年から1941年にかけて新潟新聞社が発行していた日刊新聞である。

## 沿革

### 創立
亀田町の豪商・大倉市十郎や新潟町の回船問屋であった鈴木長蔵らは、新潟県令の楠本正隆・永山盛輝から新聞発行を促され、1875年に活版印刷所隆文社を開いた。そこを発行元に大倉・鈴木・本間新作らが出願して、1877年4月7日に『新潟新聞』を創刊した。同年5月には発行所を新潟新聞社に変更、鈴木が社主となった。

編集長（主筆）には、慶應義塾出身で『日新真事誌』記者であった斎木貴彦を招き、斎木が局長となると11月からは慶應出身の藤田九二が編集長となった。1878年4月には同じく慶應出身の斎藤捨蔵が入社、同紙は社説を展開して県会開設を県に迫った。主筆の藤田が1879年4月に辞任すると、福沢諭吉の推薦を受けた古渡資秀が入社したが8月にコレラで死去した。

その後任として福沢は尾崎行雄を推薦、尾崎は総理の肩書で入社し、1881年7月まで在職した。この間、1879年10月には初の県会が開催されることとなり、福沢から県会を指導するように託された尾崎はその書記に委嘱されている。1881年、尾崎は矢野文雄の誘いを受けて上京し、その後任には福沢・尾崎の推薦を受けた津田興二が就いた。1882年には箕浦勝人が主筆となり、『新潟新聞』を立憲改進党の機関紙のように利用するようになった。1884年には立憲改進党員で『郵便報知新聞』記者の吉田熹六が主筆となった。

### 市島主筆の登場
主筆の吉田が1886年に洋行のため退任すると、大隈重信・尾崎行雄・高田早苗の推薦を受けた市島謙吉が後任の主筆となる。創刊メンバーである大倉市十郎や本間新作らは、亀田協会と称して市島を支持していたが、営業優先で政府寄りの姿勢をとる社長の鈴木長蔵とは意見が合わなかった。その対立の結果、翌1887年には鈴木が持株をすべて放出して退社、その後鈴木は富樫苗明や伏見半七らと『有明新聞』を創刊した。同紙は翌年に『東北日報』と改題され、自由党系の新聞となっていく。

一方、新潟新聞社の社長には本間新作が就任（翌年に畠山嘉三へ交代）、鈴木が放出した株を引き受けた坂口仁一郎が経営に参画することとなった。
編集を任せられた市島は紙面を刷新し、後藤象二郎らの大同団結運動を批判したり、大学の同期であった坪内逍遥に連載小説を書かせたりした。市島は第1回衆議院議員総選挙に立候補したが落選し、また高田早苗に誘われて『読売新聞』の編集に加わることとなったため、主筆を自分の片腕であった小崎懋に譲り、1891年に上京した。

### 坂口社長の登場
市島が去った後、市島の盟友で改進党の県会議員であった坂口仁一郎（坂口安吾の父）が社長として実権を掌握し、『新潟新聞』は坂口が所属する政党の機関紙としての旗幟を鮮明にすることとなった。1896年には小崎の推薦で新派歌人の山田穀城が記者として入社した。また、1904年に日露戦争が始まると、当時主筆であり、後に衆議院議員や外務参与官を歴任する早稲田大学出身の沢本与一（『読売新聞』出身）を従軍記者として派遣し、その後任に沢本と同門の東京専門学校出身の小林存を迎えている。1910年、政友会系の『新潟毎日新聞』が創刊され、熾烈な論戦が繰り広げられた。1912年、金銭トラブルを『新潟毎日新聞』に誹謗中傷された主筆の小林は、新潟新聞社を退社している。

### 合併と分裂
1914年、『新潟新聞』は『新潟東北日報』（『東北日報』が1908年に改題）と合併したが、社長の坂口と経営の実権を掌握しようとする副社長の富樫萬知雄やその父・富樫苗明らとの間の確執が表面化し、1916年に新潟新聞社は分裂した。富樫親子は新潟社と名乗って7月に紙名を『日刊新潟』に改題、11月にはそれを『新潟日報』と改題、1919年1月には『新潟朝日新聞』と改題したが、やがて姿を消した。

一方、経営から締め出された坂口らは、長岡市の北越新報社と共同出資で新潟新報社を興して『新潟新報』を創刊、1916年11月に坂口は社長に復帰した。坂口は福本日南を同紙の主筆に迎え、1917年8月には社名を新潟新聞社に、紙名を『新潟新聞』 に戻している。

1919年には明治大学出身の中村和作が記者として入社、論説などを通して新潟における大正デモクラシー運動をリードしていくことになる（1929年退社）。

### 坂口社長以後
1923年、衆議院議員・憲政会新潟県支部長となっていた坂口仁一郎が病死すると、北越新報社社長であった久須美秀三郎の子・久須美東馬（越後鉄道社長）が社長となった。1925年には久須美東馬の懇請により、坂口仁一郎の子・坂口献吉が入社している。献吉はこの時、親友の弁護士で『改造』に文章を発表していた伴純を誘い、献吉が営業主事、伴が編集主事となった。その後、1928年から1930年まで平松遮那一郎が、1930年からは山田助作が社長を務めた。

1930年代に入り政党色を薄めていった『新潟新聞』は、戦時統合の波の中、1941年8月1日にライバル紙『新潟毎日新聞』と合併、『新潟日日新聞』と改称された。翌1942年11月に同紙は『新潟県中央新聞』（長岡市）・『上越新聞』（高田市）と合併、『新潟日報』となった。